# Bhanjanagar
Bhanjanagar là một thị xã và là nơi đặt ủy ban khu vực quy hoạch (notified area committee) của quận Ganjam thuộc bang Orissa, Ấn Độ.

## Địa lý
Bhanjanagar có vị trí 19°56′B 84°35′Đ / 19,93°B 84,58°Đ Nó có độ cao trung bình là 69 mét (226 foot).

## Nhân khẩu
Theo điều tra dân số năm 2001 của Ấn Độ, Bhanjanagar có dân số 19.699 người. Phái nam chiếm 52% tổng số dân và phái nữ chiếm 48%. Bhanjanagar có tỷ lệ 78% biết đọc biết viết, cao hơn tỷ lệ trung bình toàn quốc là 59,5%: tỷ lệ cho phái nam là 84%, và tỷ lệ cho phái nữ là 72%. Tại Bhanjanagar, 10% dân số nhỏ hơn 6 tuổi.